# Benfotiamin
Benfotiamin ist eine Vorstufe (Prodrug) des Vitamins B1 und wird im Organismus in das wirksame Vitamin B1 umgewandelt. Benfotiamin unterscheidet sich vom wasserlöslichen Vitamin B1 durch eine höhere  Bioverfügbarkeit, das heißt, dass es zu einem deutlich höheren Anteil (etwa 5- bis 7-mal so hoch) in den Körper aufgenommen (resorbiert) wird. Benfotiamin wird sowohl zur Vorbeugung als auch zur Behandlung eines Vitamin-B1-Mangels eingesetzt.

## Chemische Eigenschaften
Benfotiamin ist eine Verbindung, von der aufgrund der unterschiedlichen Substitutionsmöglichkeiten an der C=C-Doppelbindung zwei Isomere existieren können: das (E)- und (Z)-Isomer. Aus sterischen Gründen kann nur aus dem  (Z)-Isomer der im Thiamin vorliegende Thiazoliumring gebildet werden.

## Bioverfügbarkeit
Bei äquimolaren Dosen von 100 mg Benfotiamin (ca. 210 μmol Thiamin) und Thiaminmononitrat ergab sich eine fünffach höhere AUC und eine ca. siebenfach erhöhte maximale Plasmakonzentration nach Benfotiamingabe.

## Wirkmechanismus
Bei Diabetikern werden durch den erhöhten Blutzuckerwert verschiedene pathogene Stoffwechselwege aktiviert: der Hexosaminstoffwechselweg, der Proteinkinase-C-Stoffwechselweg, die Bildung von „Advanced Glycation Endproducts“  (AGEs – Endprodukte fortgeschrittener Glykierung) sowie der Polyolstoffwechselweg. Benfotiamin hemmt diese nerven- und gefäßschädigenden Stoffwechselwege, indem es ein zentrales Enzym des Glukosestoffwechsels, die Transketolase, aktiviert. Die Transketolase führt überschüssige Glukose vermehrt dem unschädlichen Pentose-Phosphat-Stoffwechselweg zu und entzieht sie somit den pathogenen Stoffwechselwegen.

## Anwendungsgebiete
Behandlung von Neuropathien (Erkrankung der Nerven) und kardiovaskulären Störungen, die durch Vitamin-B1-Mangel hervorgerufen werden. Therapie oder Prophylaxe von klinischen Vitamin-B1-Mangelzuständen, sofern diese nicht ernährungsmäßig behoben werden können.

## Forschung
Eine Folgeerkrankung, die bei Diabetikern häufig auftritt, ist die peripher sensible Neuropathie. Durch den erhöhten Blutzucker werden die Nervenfasern u. a. in den Beinen und Armen geschädigt. In der Folge kann es zu Missempfindungen wie Kribbeln, Stechen oder Brennen kommen. Außerdem kann das Empfindungsvermögen der betroffenen Körperpartien – vorwiegend an den Füßen – vollständig nachlassen. Als eine mögliche Folge kann sich der „diabetische Fuß“ einstellen.
Einige Studien weisen bei Diabetikern sehr niedrige Thiaminspiegel aus. Im Vergleich zu Gesunden sind die Thiaminkonzentrationen im Plasma bei Diabetikern um durchschnittlich 75 Prozent erniedrigt. Dieses Defizit kann die o. g. pathogenen Stoffwechselwege und dadurch die Entstehung und das Voranschreiten diabetischer Folgeerkrankungen wie der Neuropathie fördern. Die Behandlung der symptomatischen diabetischen Polyneuropathie besteht aus der optimalen Blutzuckereinstellung und einer symptomatischen Therapie. Die Substitution mit Benfotiamin stellt einen pathogenetisch orientierten Therapieansatz dar. Wirksamkeit und Verträglichkeit konnten in einigen Pilotstudien demonstriert werden.
Diabetes ist eine häufige Ursache für Erblindung. Eine In-vitro-Studie aus dem Jahr 2009 zeigt, dass Benfotiamin und Thiamin die Apoptose der Perizyten verhindern. In der Frühphase einer Retinopathie kann Benfotiamin möglicherweise regulierend einwirken.
Schädliche Stoffwechselprodukte (s. a. AGEs) fallen auch bei einer Bauchfell-Dialysebehandlung vermehrt an. Sie schädigen das Bauchfell und auch die Restniere. Dadurch wird die Dauer der Dialysebehandlung begrenzt. In einer tierexperimentellen Studie aus dem Jahr 2011 schützte Benfotiamin das Bauchfell und die Niere vor diesen schädlichen Effekten.
Hyperglykämie wirkt sich schädigend und schwächend auf das Herz aus. In einer Studie an Ratten verbesserte Benfotiamin die Resistenz der Herzzellen gegenüber diabetesbedingten Schäden. Durch eine Behandlung mit dem Provitamin konnte die Überlebensrate diabetischer Ratten nach einem Herzinfarkt deutlich erhöht werden: Benfotiamin bremste die Apoptose von Herzzellen und förderte die Bildung von neuen Blutgefäßen.

## Handelsnamen
Monopräparat
- milgamma protekt